# 蕭蕃
蕭蕃（6世紀—6世紀），南蘭陵郡蘭陵縣（今江蘇省常州市武進區）人，南朝梁宗室，世系不明。

## 生平
蕭蕃以宗室身份封開建縣侯，不詳為始封或襲封，後擔任鄱陽內史。
太清二年（548年），侯景之亂爆發。太清三年（549年）十一月，時在會稽郡的征討大都督、邵陵王蕭綸聽聞錢唐縣已被侯景的屬將宋子仙攻陷後，出奔鄱陽郡。蕭蕃拒絕接納蕭綸，發兵拒之，但被征北將軍、鄱陽嗣王蕭範擊破。
侯景之亂平定後，分江州鄱陽等郡置吳州，蕭蕃升為吳州刺史。承聖二年（553年）五月，在豫章太守蕭永奉詔出討叛臣陸納之際，屬下的軍主文重將其親信武蠻奴殺死，並帥部眾前來投奔蕭蕃。蕭蕃卻將文重殺死，並兼併其部眾。
蕭蕃在吳州任內，自恃兵強勢重，不給梁元帝入貢。梁元帝深受其患，於是密令蕭蕃的屬將徐佛受將其收捕。同年十月，徐佛受讓其屬下假扮成打官司的人，前往官署求見蕭蕃，並趁機捉拿了蕭蕃。事成之後，梁元帝派侍中王質接任吳州刺史。王質到達鄱陽後，卻被徐佛受架空。徐佛受因受到蕭蕃部曲數千人的攻擊，出奔南豫州，並被刺史侯瑱殺死。蕭蕃後事不詳。